# サイレント・ナイト (2021年の映画)
『サイレント・ナイト』（原題:Silent Night）は2021年に公開されたイギリスのコメディ映画である。監督はカミーユ・グリフィン、主演はキーラ・ナイトレイが務めた。本作はグリフィンの長編映画監督デビュー作となった。

## 概略
クリスマスの日、ネルとサイモンは子供たち(アート、ハーディ、トーマス)の友人及びその両親を招いてパーティーを主催するのを常としていた。今年もまたパーティーを開くことにした2人だったが、いつもと違うことが1つだけあった。猛毒ガスによる人類滅亡の瞬間が間近に迫っており、イギリス政府はガスを吸う前に自殺を図るよう国民に奨励していたのである。出席者一同が死の覚悟を決める中、アートだけはその状況に疑問を抱き始める。

## キャスト
※括弧内は日本語吹替。
- ネル：キーラ・ナイトレイ（弓場沙織）
- サイモン：マシュー・グード（浪川大輔）
- アート：ローマン・グリフィン・デイヴィス（上條千尋）
- サンドラ：アナベル・ウォーリス（織部ゆかり）
- ソフィー：リリー＝ローズ・デップ（水瀬いのり）
- アレックス：カービー・ハウエル＝バプティスト（田所あずさ）
- ジェームズ：ソープ・ディリス（山口恵）
- トニー：ルーファス・ジョーンズ（早川毅）
- ベラ：ルーシー・パンチ（寺門真希）
- キティ：ダヴィダ・マッケンジー（今井麻夏）
- ハーディ：ハーディ・グリフィン・デイヴィス（田所あずさ）
- トーマス：トーマス・グリフィン・デイヴィス（田所あずさ）

## 製作・音楽
2020年1月17日、キーラ・ナイトレイ、マシュー・グッド、アナベル・ウォーリス、ローマン・グリフィン・デイヴィスの起用が発表された。2月7日、カービー・ハウエル＝バプティスト、リリー＝ローズ・デップ、ダヴィダ・マッケンジーの出演が決まったと報じられた。12日、ルーシー・パンチ、ルーファス・ジョーンズ、ショペ・ディリスがキャスト入りした。9月21日、ローン・バルフが本作で使用される楽曲を手掛けるとの報道があった。2021年12月10日、レイクショア・レコーズが本作のサウンドトラックを発売した。

## 公開・マーケティング
2021年9月9日、RLJEフィルムズが本作の全米配給権を、AMC+が本作の全米配信権を購入したと報じられた。16日、本作は第46回トロント国際映画祭でプレミア上映された。11月11日、本作のオフィシャル・トレイラーが公開された。

## 評価
本作は批評家から好意的に評価されている。映画批評集積サイトのRotten Tomatoesには102件のレビューがあり、批評家支持率は65%、平均点は10点満点で6.2点となっている。サイト側による批評家の見解の要約は「鑑賞中、登場人物に対して多くの疑問が思い浮かぶ作品である。しかし、『サイレント・ナイト』は良い意味での冷静さを以て彼/彼女らが直面する絶望的状況を描き出している。」となっている。また、Metacriticには22件のレビューがあり、加重平均値は52/100となっている。